# Каршанек
Каршанек (пол. Karszanek, нім. Karschenken) — село в Польщі, у гміні Осек Староґардського повіту Поморського воєводства.
Населення — 332 особи (2011).
У 1975-1998 роках село належало до Гданського воєводства.

## Демографія
Демографічна структура станом на 31 березня 2011 року:
|          | Загалом | Допрацездатний вік | Працездатний вік | Постпрацездатний вік |
| -------- | ------- | ------------------ | ---------------- | -------------------- |
| Чоловіки | 170     | 40                 | 111              | 19                   |
| Жінки    | 162     | 29                 | 105              | 28                   |
| Разом    | 332     | 69                 | 216              | 47                   |